# Tovomita fructipendula
Tovomita fructipendula är en tvåhjärtbladig växtart som först beskrevs av Hipólito Ruiz López och Pav., och fick sitt nu gällande namn av Jacques Cambessèdes. Tovomita fructipendula ingår i släktet Tovomita och familjen Clusiaceae. Inga underarter finns listade i Catalogue of Life.